# Juan Rogelio Núñez
Juan Rogelio Núñez Rodríguez (* 21. Januar 1953 in Tomé; † 11. Oktober 2005 in Antofagasta) war ein chilenischer Fußballspieler. Der Stürmer wurde 1980 mit dem CD Cobreloa Meister.

## Karriere
Seine Fußballkarriere begann Juan Rogelio Núñez, auch Roly genannt, in seiner Heimatstadt Tomé bei Deportivo Marcos Serrano. 1967 trat er der Jugendabteilung von Audax Italiano bei. In den Jahren 1971 und 1972 spielte er in der vierten Mannschaft von Deportes Concepción. Ende 1973, während er für die Auswahl von Tomé gegen Naval spielte, wurde er von José Vargas entdeckt und für die erste Mannschaft des Teams aus Talcahuano verpflichtet. 1974 gab er sein Debüt im Profifußball in der Copa Chile gegen Lister Rossel.
1977 wechselte Núñez zum CD Cobreloa, wo er seine größten sportlichen Erfolge erzielte. In seiner ersten Saison erreichte Núñez mit dem Klub aus der Wüste den Aufstieg in die Primera División und später in der höchsten Liga zwei aufeinanderfolgende Vizemeisterschaften sowie den Gewinn der Meisterschaft 1980, auch wenn er in dieser Saison durch seine Leihe an den CD O’Higgins nicht viel dazu beitrug.
In der Copa Libertadores erzielte Roly das erste internationale Tor in der Geschichte von Cobreloa, am 4. März 1981 beim 1:1-Unentschieden gegen den peruanischen Vertreter Atlético Torino. Zudem erreichte das Team aus der Wüstenstadt Calama das Finale des südamerikanischen Turniers, das es gegen Flamengo verlor. Núñez wechselte in der folgenden Saison zum Regional Atacama und spielte zudem noch für Deportes Concepción und Curicó Unido, wo er 1984 seine Profikarriere beendete.

## Nach der Karriere
Nach seiner Profikarriere spielte Núñez im Amateurfußball für seinen Jugendverein Marcos Serrano. Er engagierte sich in seiner Heimatstadt im Fußball und zu seinen Ehren erhielt das Stadion von Tomé seinen Namen.

## Erfolge
Cobreloa
- Chilenischer Meister: 1980